# Elisabeth von Baczko
Elisabeth von Baczko (* 11. Januar 1868 in Mainz; † 27. Februar 1941 in Berlin-Wilmersdorf; vollständiger Name: Elisabeth Felicitas Emma Therese von Baczko) war eine deutsche Innenarchitektin und Möbeldesignerin sowie Frauenrechtlerin.

## Biografie
Elisabeth von Baczko wurde in Mainz geboren. Sie stammt aus dem österreichisch-ungarischen Adelsgeschlecht von Baczko. Die Fotografin Felicitas von Baczko (1877–1957) war ihre Schwester. Sie war nach 1894 Schülerin des Architekten und Kunsttheoretikers Paul Schultze-Naumburg. 1905 zog sie nach Bremen. Von 1909 bis 1913 lebte und wirkte sie mit ihrer Schwester und Anna Goetze (Malerin und Ausstellungsorganisatorin, 1920 Gründerin des Graphischen Kabinetts in Bremen) in einer gemeinsamen Wohnung. 1933 zog sie mit ihrer Schwester nach Berlin, bis 1937 waren die Schwestern mit der Anschrift Nassauische Straße 16 in Berlin-Wilmersdorf in den Adressbüchern vermerkt.
Als Innenarchitektin und Möbeldesignerin beteiligte sie sich an verschiedenen Ausstellungen u. a. 1905/1906 im Gewerbemuseum und beim Kunst-Salon Leuwer in Bremen, 1906 an der 3. Deutschen Kunstgewerbeausstellung in Dresden, 1907 in der Kunsthalle in Worpswede, 1909 mit Heinrich Vogeler und ihrer Schwester Felicitas im Gewerbemuseum Bremen, 1910 bei der Brüsseler Weltausstellung, 1913 in der Kunsthalle Bremen und 1925 bei den Werkbund-Tagen.
Sie entwarf Kindermöbel sowie Garten- und Rohrmöbel, gestaltete die Innenausstattung eines Kinderheims an der Mainstraße in der Bremer Neustadt (1906), plante Damen- und Musikzimmer, schuf die Inneneinrichtung für das Krankenhaus des Roten Kreuzes und erhielt zahlreiche weitere Aufträge. Sie war seit 1910 Mitglied der Vereinigten Werkstätten für Kunst im Handwerk und entwarf für die Vereinigung Reform-Möbel.
Ab 1917 war sie im Vorstand des Bremer Frauenclubs, ab 1918 im 1916 gegründeten Frauenbund zur Förderung deutscher Bildender Kunst, Ortsgruppe Bremen 1, und ab 1928 Mitglied im GEDOK, dem Verband der Gemeinschaften der Künstlerinnen und Kunstförderer.